# 嘉義郡

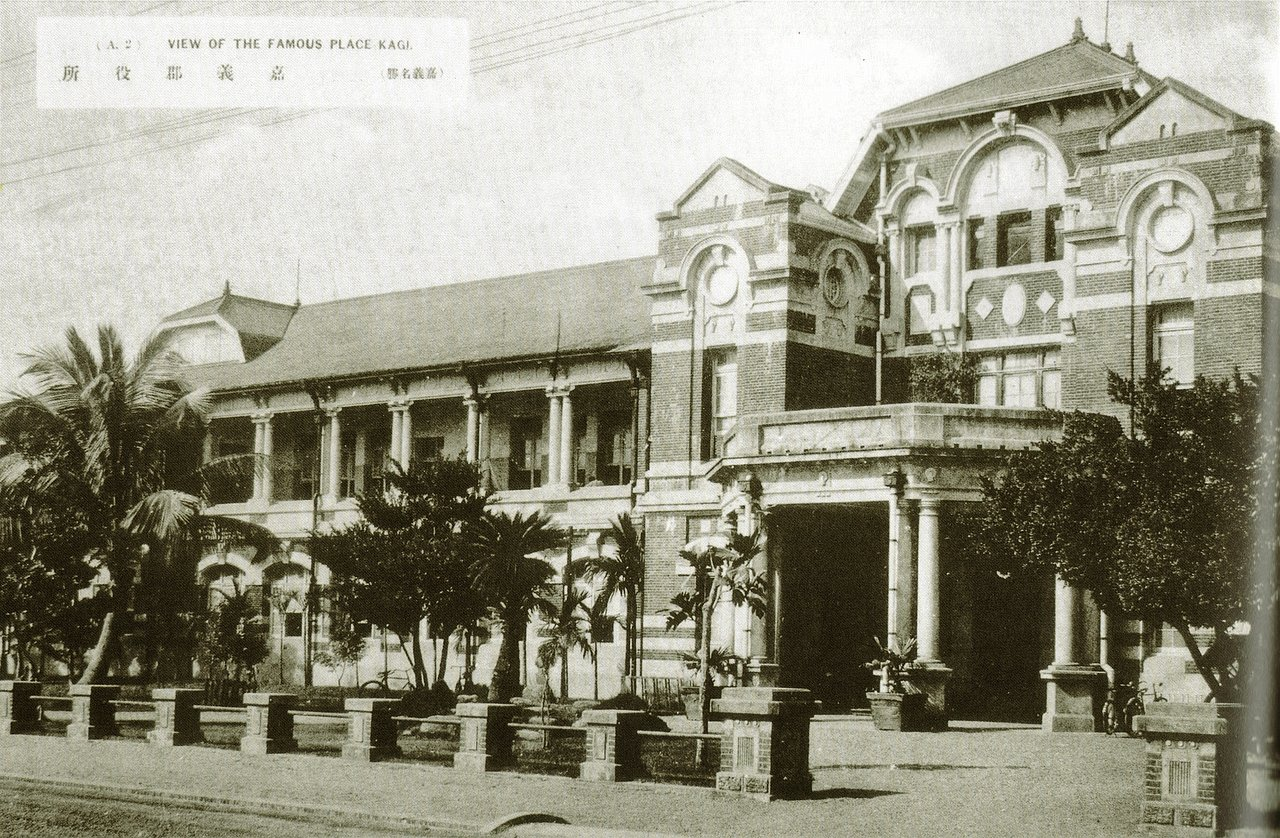
嘉義郡役所

嘉義郡（かぎぐん）は、日本統治時代の台湾に存在した行政区画の一つであり、台南州に属した。

## 概要
嘉義街、大林街、水上庄、民雄庄、新巷庄、渓口庄、小梅庄、竹崎庄、番路庄、中埔庄、大埔庄、蕃地の2街9庄1蕃地を管轄し、郡役所は嘉義街に置かれた。うち嘉義街は1930年（昭和5年）州轄市に昇格し嘉義市となり郡から分離した。郡域は現在の嘉義市、嘉義県大林鎮、水上郷、民雄郷、新港郷、渓口郷、梅山郷、竹崎郷、番路郷、中埔郷、大埔郷、阿里山郷に当たる。
1945年3月に重慶国民政府が策定した台湾接管計画綱要地方政制により郡域を清芳県とする案があったが、政制の廃止により計画は消滅した。

## 歴代首長

### 郡守
- 河東田義一郎[1]
- 荒木藤吉[2]
- 佐藤房吉[3]
- 猪口誠[4]
- 江口幸市郎[5]
- 田中賢三[6]
- 中松乙彦[7]：1939年[8] -
- 竹中憲二[9]
- 宮瀬浩[10]
- 真藤雅省[11]